# Slangerup Speedway Klub
Slangerup Speedway Klub – żużlowy klub ze Slangerup (Region Stołeczny) występujący w DSL – najwyższej klasie rozgrywkowej drużynowych mistrzostw Danii. Czterokrotny drużynowy mistrz kraju. Swój pierwszy medal tych rozgrywek zespół zdobył w 1986 roku, a pierwsze złoto dwa lata później.
W sezonie 2019 w barwach klubu występował Bartosz Zmarzlik.

## Osiągnięcia

### Drużynowe mistrzostwa Danii
- złoto: 4 (1988, 2008, 2010, 2011)
- srebro: 8 (2002, 2003, 2004, 2006, 2007, 2009, 2018, 2022)
- brąz: 6 (1986, 1987, 1989, 2005, 2017, 2021)

## Kadra drużyny
Stan na 10 marca 2022.
| Żużlowiec             | Kat. |
| --------------------- | ---- |
| Michael Jepsen Jensen | A    |
| Mikkel Michelsen      | A    |
| Chris Harris          | B    |
| Andreas Lyager        | B    |
| Jonas Seifert-Salk    | B    |
| Kenneth Hansen        | C    |
| Timi Salonen          | C    |
| Silas Hoegh           | D    |
| William Drejer        | D    |